# ستيفن غلوستر
كان ستيفن غلوستر (مواليد 1802 – توفي 1850) من بين المنظمين الأساسيين لخط أنفاق السكك الحديدية في فيلادلفيا.

## العبودية
كان ستيفن غلوستر أحد أبناء جون غلوستر الأربعة. ولد ستيفن عبدًا في ولاية تينيسي ودفع والده 400 دولار لقاء حرية ستيفن عندما كان عمره 12 سنة.

## مُنظّم مجتمعي
أدار القس غلوستر مدرسة للأطفال السود وأنشأ غرفة للقراءة للبالغين السود بين عامي 1820 و1840. قام بتنظيم جمعية ليفيت لمناهضة الرق وشجّع كنائس السود على بدء مجموعات مماثلة، وكان واحداً من ثمانية قساوسة من السود الذين أسسوا جمعية مناهضة العبودية الأمريكية والأجنبية. أصبح ناشرًا مشاركًا ومالكًا مشاركًا لصحيفة «الأمريكي الملوّن» في عام 1838. أصبح راعي الكنيسة المشيخية الأفريقية الثانية بعد وفاة قسّها السابق. دمّر العوام المشيخية الأفريقية الثانية في أعمال شغب عرقية اندلعت في عام 1842.

## الجدل
في عام 1844، أصبح غلوستر الراعي المؤسّس في كنيسة لومبارد ستريت المشيخية المركزية - وهي الكنيسة التي تشكّلت بعد انقسام جماعة المشيخية الثانية إلى فصيلين. دفع هذا الانقسام غلوستر ونشطاء آخرين إلى التركيز على كنيسته، التي انتقلت إلى مبنى أبيض على طراز الإحياء اليوناني في الكتلة 800 من شارع لومبارد عند الانتهاء من بنائها في عام 1848. أسقطت الكنيسة في نهاية المطاف «ستريت» من اسمها وأصبحت تعرف باسم كنيسة لومبارد المشيخية الوسطى.
يقال إن فريدريك دوجلاس قد وصف غلوستر بأنه ‹‹واحد من أكثر الخونة خبثًا في جنسه الذي عاش على الإطلاق››.

## موقع الوفاة والدفن
توفي غلوستر بسبب الالتهاب الرئوي بينما كان في رحلة ذات صلة بالكنيسة إلى ريدينج في عام 1850. دفنت رعيّة غلوستر جثّته في قبو من الطوب في الجزء الأمامي من المبنى الذي جمع الأموال لبنائه.
هناك وضعوا مِسلّة رخامية مكتوب عليها:
القس ستيفن هنري غلوستر
القس الأول للكنيسة المشيخية الوسطى للقديس لومبارد
توفي 21 مايو، 1850
عن عمر ناهز الـ 48
نصبها الرعيّة والمواطنون الذين عَمِلَ معهم، كتعبير عن الاحترام والمودّة له - كان مخلص وناجح ليسوع: المسيح.
في عام 1880، توفيت آن غلوستر ووضِعت رفاتها مع زوجها في قبو القرميد.
في مرحلة ما منذ التقاط صورة في عام 1895، اختفت المِسلّة الكبيرة التي ميّزت قبر غلوستر.
في عام 1939، أصبح عدد الرعيّة أكبر مما تستوعبه كنيستهم الأصلية، والتي هي في السجل الوطني للأماكن التاريخية، وانتقلت إلى مقر اجتماع أثري سابق لأحد منتسبي جمعية الأصدقاء الدينية في شارع بويلتون في غرب فيلادلفيا.
في صيف عام 2008، كان الزوجان اللذان اشتريا العقار بصدد تحويل الهيكل البالي إلى منزل فاخر مساحته 10000 قدم مربع (930 متر مربع) يأملان في بيعه مقابل 4.95 مليون دولار. ضرب العمال قطعة من لوح صخري، اكتُشِف أنه قبره المصنوع من الطوب. عثر على رفاته في يوم الجمعة 21 نوفمبر 2008. وقال عالم الآثار موني في رسالة بريد إلكتروني في يوم السبت 22 نوفمبر 2008، أن جميع الأدلة في الموقع تدعم الأدلة الوثائقية التي تشير إلى أن القبو يحتوي على رفات عائلة غلوستر وينرو. تفاصيل الطب الشرعي ستصدر عما قريب.